# Washington Allston

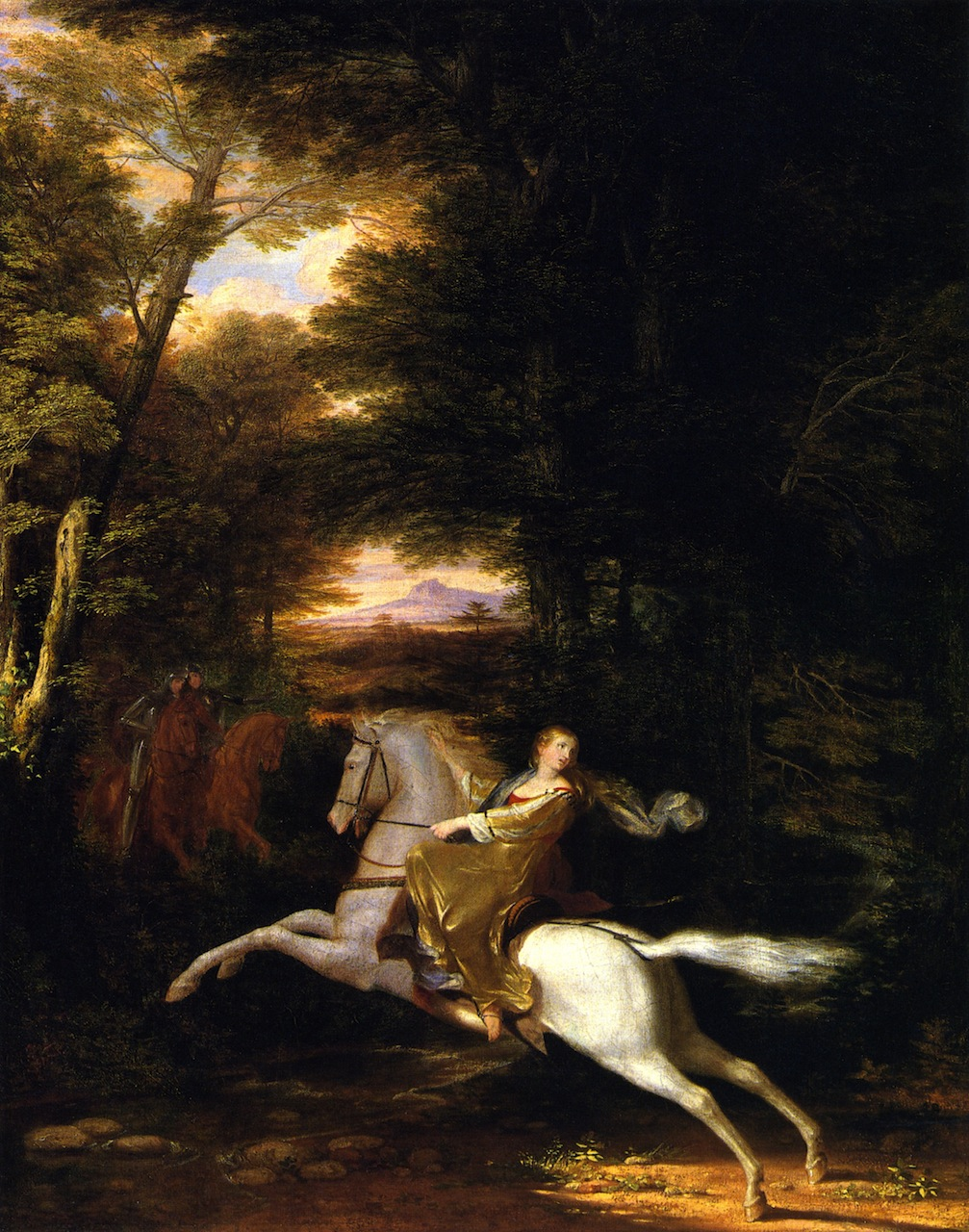
Washington Allston.

Washington Allston (Charleston, Carolina del Sud, 5 de novembre de 1779 - Cambridge, Massachusetts, 9 de juliol de 1843) va ser un pintor i escriptor estatunidenc.
Va estudiar a la Universitat Harvard i en la Royal Academy de Londres al costat de Benjamin West. Es va assentar a Massachusetts l'any 1830, esdevenint el més important pintor romàntic dels Estats Units.
Els seus enormes paisatges representen l'aparença misteriosa i dramàtica de la naturalesa. Més tard va treballar l'humor i la fantasia en escales petites, creant imatges més de somni.
També va escriure poesia i novel·les, sent les seves teories sobre art, publicades pòstumament amb el nom de Lectures on Art el 1850.